# Polyrhachis solivaga
Polyrhachis solivaga é uma espécie de formiga do gênero Polyrhachis, pertencente à subfamília Formicinae.